# Szárazrét megállóhely
Szárazrét megállóhely a MÁV egyik vasúti megállóhelye  Fejér vármegye székhelyén, Székesfehérváron, Szárazrét városrészben. A megállóhelyet a MÁV 5-ös számú Székesfehérvár–Komárom-vasútvonala érinti.

## Rövid története
2009-ben, a Bajnai-kormány akkori vasútvonal-bezárásai következtében egy időre az egész Székesfehérvár–Komárom-vasútvonal, így Szárazrét személyforgalma is megszűnt. A vonalat – és ezáltal a megállóhelyet is – később, 2010. július 4-től újraindították; ezután a személyvonatok újból megálltak Szárazréten. 2012. április 5-től viszont – a menetrend 1. számú módosításának életbe lépésével kezdődően – az erre közlekedő személyvonatok sokáig ismét nem álltak meg itt, több másik állomással, megállóhellyel egyetemben.
2022. december 11-én újabb változás történt a megálló életében: e dátumtól kezdve valamennyi S150-es személyvonat megáll a megállóhelyen.

### Történetének legnagyobb balesete
A megállóhely közvetlen közelében, a Farkasvermi úti vasúti átjáróban történt 1982. szeptember 9-én a szárazréti autóbusz-baleset. Aznap az átjárót biztosító fénysorompó nem működött, egy autóbusz vezetője pedig figyelmetlenül hajtott be a kereszteződésbe. Ennek következtében egy éppen ott elhaladó vonat telibe találta a buszt, mely két részre szakadt szét. A balesetben a busz 16 utasa – köztük sok gyerek – elhunyt, további 6 pedig megsérült, ráadásul a balesetnél helyszínelő egyik rendőr a halottak között találta saját kislányát is.
A szerencsétlenségre ma a megálló északi végétől pár lépésre, a kereszteződés mellett egy emlékkő emlékezteti az arra járókat.

## Vasútvonalak
A megállóhelyet az alábbi vasútvonalak érintik:
- Székesfehérvár-Komárom vasútvonal (A megállóhely a vasútvonal 35-ös szelvénykövénél található.)

## Szomszédos állomások, megállóhelyek
A vasútállomáshoz az alábbi működő állomások és megállóhelyek vannak a legközelebb:
- Székesfehérvár vasútállomás (Székesfehérvár vasútállomás, Székesfehérvár–Komárom-vasútvonal)
- Moha vasútállomás (Komárom vasútállomás, Székesfehérvár–Komárom-vasútvonal)

## Forgalom
| Járat | Útvonal | Gyakoriság |
| ----- | --- | ---------- |
| S150  | Székesfehérvár – Szárazrét – Bodajk – Csókakő – Mór – Bakonysárkány – Kisbér – Nagyigmánd-Bábolna – Szőny-Déli – Komárom | 2 óránként |